# Hymenophyllum trapezoidale
Hymenophyllum trapezoidale là một loài thực vật có mạch trong họ Hymenophyllaceae. Loài này được Liebm. miêu tả khoa học đầu tiên năm 1849.